# Antonio Luiz Vieira Toscano
Antonio Luiz Vieira Toscano de Brito (1957 ) es un botánico y orquideólogo brasileño.
En 1981, se graduó en ingeniería forestal en la Universidade Federal Rural do Rio de Janeiro; y obtuvo su doctorado en "Sistemática de las Fanerógamas", en la Universidad de Reading/Royal Botanic Gardens, Kew, Inglaterra, en 1994.
Actualmente es investigador asociado en el Departamento de Ciencias Biológicas de la Universidad Estatal de Feira de Santana, Bahia, y becario DTI-1 del CNPq. Es especialista en Taxonomía y Filogenia de Orchidaceae, trabajando principalmente en Orchidaceae de Brasil, Orchidaceae de Bahia, y Orchidaceae del semiárido Nordestino.

## Algunas publicaciones
- Antonio Toscano de brito. A taxonomic revision of the genus Phymatidium (Orchidaceae: Oncidiinae). Kew Bulletin, 62; 529-560, 2007

- ---------------------------------------. A new species & a new combination in the Ornithocephalus group of subtribe Oncidiinae (Orchidaceae). Selbyana, 28: 109-111, 2007

- p.l. Riberio, e.l. Borba, Antonio l.v. Toscano de brito. O gênero Bulbophyllum Thouars (Orchidaceae) na Chapada Diamantina, Bahia, Brasil. Rev. Brasileira de Botânica, 28: 423-439, 2005

### Libros
- Antonio Toscano de brito, phillip Cribb. 2005. Orquídeas da Chapada Diamantina . Ed. Nova Fronteira, bilingüe inglesa portuguesa, 400 pp. 140 fotos color de Calil Elias Neto, 135 ilustraciones, 15 acuarelas del artista Paulo Ormindo. ISBN 85-209-1782-8

- s. Sprunger, p. Cribb, antonio l.v. Toscano de brito, j. barbosa Rodrigues. 1996. Iconographie des Orchideés du Brésil. 1ª ed. Basilea: Friedrich Reinhardt Verlarg, 1996. 2 vols. 721 pp.

- La abreviatura «Toscano» se emplea para indicar a Antonio Luiz Vieira Toscano como autoridad en la descripción y clasificación científica de los vegetales.[1]